# Val-Cenis
Val-Cenis és un municipi francès situat al departament de la Savoia i a la regió d'Alvèrnia-Roine-Alps.
El municipi creat l'1 de gener de 2017 per la fusió dels dos antics municipis de Bramans, Lanslebourg-Mont-Cenis, Lanslevillard, Sollières-Sardières i Termignon.